# Casa del Pavo
La Casa del Pavo, situada en la calle Sant Nicolau número 15 de la ciudad de Alcoy (Alicante), España, es un edificio residencial de estilo modernista construido en el año 1908, que fue proyectado por el arquitecto Vicente Pascual Pastor. Es una de las obras más representativas del modernismo en Alcoy y del modernismo valenciano.
El edificio se denomina "del pavo", por las esculturas forjadas en hierro de los pavos reales con las colas desplegadas que flanquean las puertas de entrada que sirven de ménsulas de apoyo a los balcones de la planta primera y constituye uno de los mejores ejemplos de la arquitectura modernista en Alcoy.

## Descripción

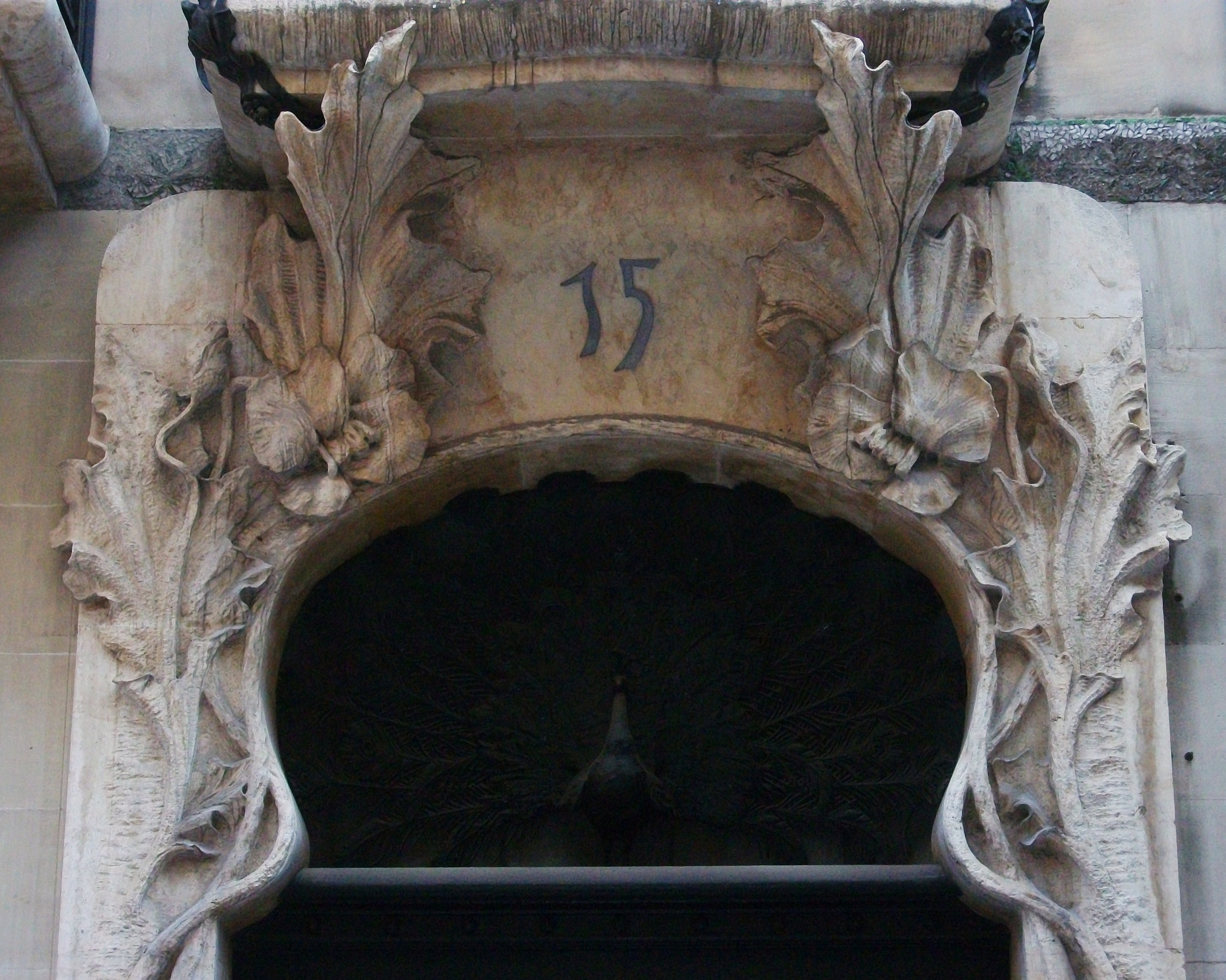
Detalle de la Casa del Pavo.

Desde un punto de vista funcional, se trata de un edificio residencial de cinco plantas, en cuya trasera se ubicó el estudio del pintor Fernando Cabrera Cantó, que colaboró con el arquitecto Vicente Pascual en la ornamentación y decoración del edificio. Entre el edificio y el pabellón trasero, existe un pequeño y recoleto jardín, muy propio de este tipo de edificios burgueses.
La composición de la fachada es interesante por su complejidad, tanto de composición como de ornamentación. Arranca con una planta de semisótano que se refleja en tres huecos centrados, rematados por arcos de herradora rebajados, tan del gusto de la composición modernista. Sobre ellos y con la misma distribución, el hueco tripartito del entresuelo. Dos grandes puertas coronadas con arcos de herradura, flanquean las dos plantas descritas, unificando la basa del edificio e iniciando la composición de la planta principal, de balcones laterales y gran mirador central, en el que se apoya el balcón de planta segunda, flanqueado por balcones laterales. En esta planta, los cargaderos de los huecos son adintelados. En la planta tercera y superior, los balcones son de planta curvada en sus extremos, el hueco central pasa a ser doble y da lugar al motivo de mosaico curvo superior.
La ornamentación de la fachada se corresponde con los materiales utilizados, entre los que hay que destacar la piedra labrada y pulida, la madera que conforma el mirador y la carpintería de ventanas y balcones, la rejería de forja, el hierro fundido en los motivos más destacados de la ornamentación como los pavos reales sobre las puertas de entrada que identifican el edificio y los lagartos como picaportes.
También en el interior del edificio podemos apreciar la continuidad de estilo y ornamentación, en el zaguán de entrada, en la escalera principal y en las puertas de entrada a las viviendas.